# Venus van Hohle Fels

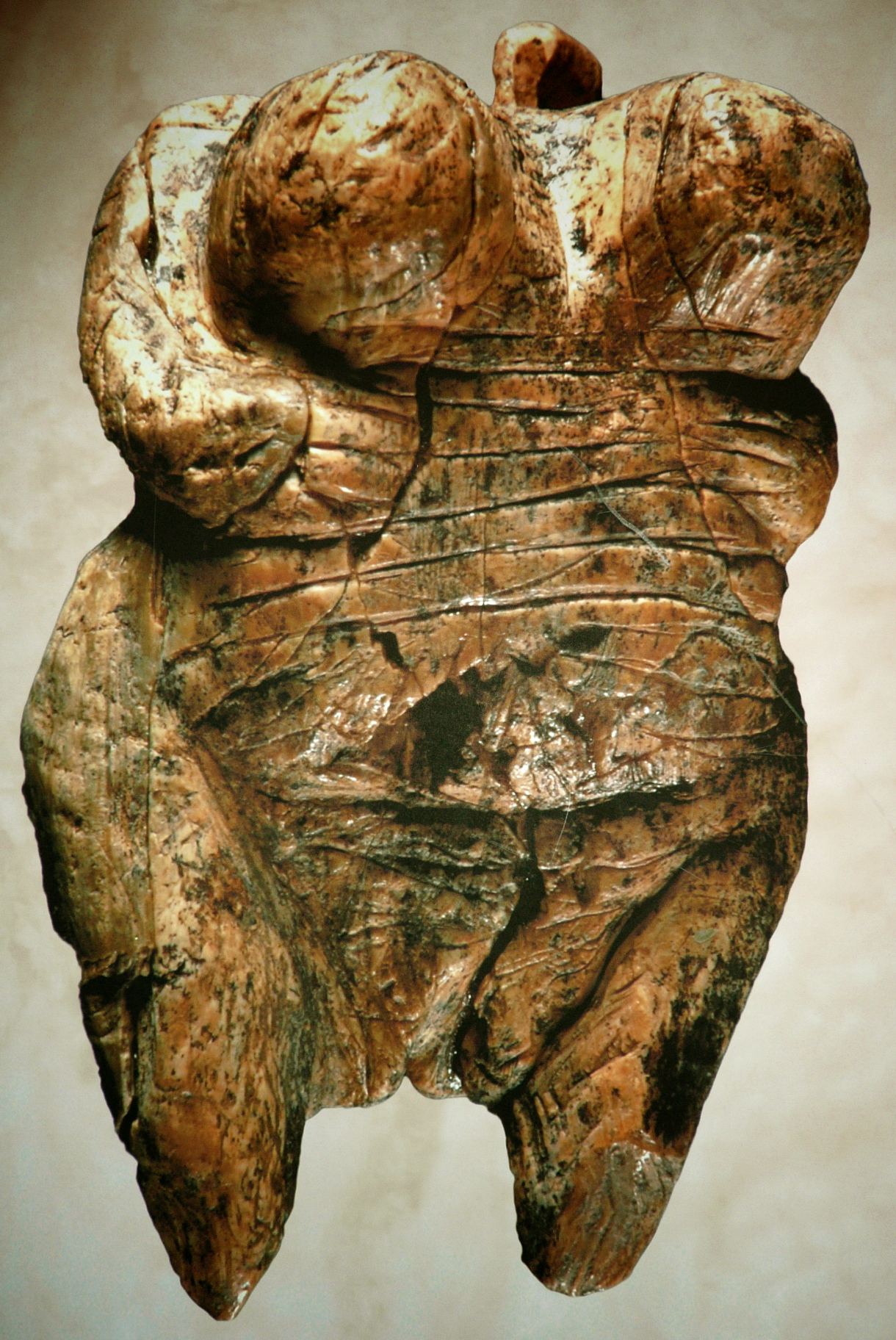

De Venus van Hohle Fels is een standbeeldje van een naakte vrouw uit het begin van de Oude Steentijd. Het venusbeeldje is de oudste niet-betwiste voorstelling van een menselijke figuur (gedateerd 35.000 tot 40.000 jaar geleden).

## Context
Het was in september 2008 dat archeologen het beeldje ontdekten, 20 meter diep in de Hohle Fels (Zwabisch voor "holle rots"), een drietal meter onder de huidige bodem. Deze grot in de Schwäbische Alb maakt deel uit van een gebied waar enkele van de meest prominente vondsten zijn gedaan op het vlak van prehistorische kunst.
Het beeld is gevonden in een laag uit het Aurignacien (35.000 tot 40.000 cal. BP). Ze stemt overeen met de aankomst van de vroege moderne mens in Europa.

## Beschrijving en interpretatie
Het ivoren beeldje is gemaakt uit de slagtand van een wolharige mammoet. Het is net geen 6 centimeter hoog en weegt 33,3 gram. Oorspronkelijk was het uit één stuk ivoor gekerfd, maar het is in een zestal fragmenten teruggevonden. De Venus van Hohle Fels heeft opgezwollen, vooruitstekende borsten, geprononceerde heupen en een grote, gedetailleerde schaamstreek. In plaats van een hoofd heeft het beeldje een ring, die het op een hanger doet lijken. Ook de ledematen zijn nauwelijks aanwezig. De linkerarm en -schouder zijn niet teruggevonden.
Sommigen zien het beeld als een aan pornografie grenzend lustobject, anderen als een vruchtbaarheidssymbool (een zwangere vrouw met verwijde vulva, die op het punt staat te baren). De ontdekker, Nicholas Conard van de Universiteit Tübingen, gaat ervan uit dat het beeld door een man is gemaakt.
De Venus van Hohle Fels is te bezichtigen in het Urgeschichtliches Museum van Blaubeuren.